# 겨울전쟁 (영화)
《겨울전쟁》(핀란드어: Talvisota)은 1989년 공개된 핀란드의 전쟁 영화이다. 겨울 전쟁 50주년을 기점으로 핀란드와 스웨덴에서 개봉되었다. 제63회 아카데미상에서 아카데미 외국어 영화상에 핀란드 자격으로 입품되었으나 후보로 지명되지는 못했다. 새무리 에델만 등이 주연으로 출연하였다.

## 출연
주연
- 새무리 에델만: 마우리 하파살로 역
- 티무 코스키넨
- 에스코 코베로: 페르나 역
- 에로 멜라스니에미
- 타넬리 마켈라: 마르티 하칼라 역

조연
- 토미 살멜라
- 티모 토리카

단역
- 마티 오니스마
- 에스코 살미넨
- 빌레 비르타넨
- 페르티 스베홀름